# Чанке Альфред Карлович
Альфред Карлович Чанке (1897, Російська імперія — ?) — радянський діяч, голова Тульської окружної контрольної комісії ВКП(б), член ВЦВК. Член Центральної контрольної комісії ВКП(б) у 1930—1934 роках.

## Життєпис
Працював робітником-маляром.
Член РСДРП(б) з 1913 року.
У 1918—1922 роках — у Червоній армії, учасник громадянської війни в Росії.
З 1922 року перебував на відповідальній партійній роботі.
У 1929—1930 роках — секретар партійної колегії Московської контрольної комісії ВКП(б)
У 1930 році — голова Тульської окружної контрольної комісії ВКП(б) — робітничо-селянської інспекції.
1938 року заарештований органами НКВС. Репресований.
Подальша доля невідома. На 1956 рік — персональний пенсіонер союзного значення.